# Georges Marsan
Pour les articles homonymes, voir Marsan.
Le texte peut changer fréquemment, n’est peut-être pas à jour et peut manquer de recul. 
Le titre et la description de l'acte concerné reposent sur la qualification juridique retenue lors de la rédaction de l'article et peuvent évoluer en même temps que celle-ci.
Georges Marsan, né le 20 mars 1957, est un homme politique monégasque. Il est maire de Monaco depuis 2003.
Membre du parti L'évolution communale (EC), il est élu pour la première fois au conseil communal de Monaco en 1991. Georges Marsan est pharmacien de profession.

## Biographie

### Situation personnelle
Fils et petit-fils de pharmaciens, Georges Marsan obtient un diplôme en pharmacie à l'université de Montpellier, avant de reprendre l'officine familiale dans la principauté. Il est père de trois enfants.
Son grand-père, maire de quartier, a participé à la rédaction de la Constitution de 1911, à la suite de la révolution monégasque.

### Parcours politique
En 1991, il est élu au conseil communal de Monaco sur la liste de L'évolution communale (EC). Réélu sans discontinuer depuis, il devient, en 1999, le premier adjoint d'Anne-Marie Campora, à laquelle il succède comme maire de Monaco en 2003. Il est réélu en 2007, en 2011, en 2015, en 2019,, et en 2023, pour un sixième mandat.
Lors des élections municipales de 2003 et de 2019, la liste de Georges Marsan est la seule en lice.

### Affaires judiciaires
Georges Marsan est inculpé à la mi-décembre 2023 pour corruption active et passive, trafics d'influence, prise illégale d'intérêt et association de malfaiteurs. Quatre autres personnes sont également inculpées dans ces affaires. Il clame son innocence.
Placé sous contrôle judiciaire, il est empêché d'exercer son mandat de maire et est suppléé de plein droit et « pour une durée indéterminée » par sa première adjointe, Camille Svara,,. Georges Marsan a également interdiction d'entrer en contact avec le personnel communal durant cette période. Début avril 2024, son contrôle judiciaire est allégé, ce qui lui permet de reprendre le cours de ses activités majorales.

## Distinctions
- Commandeur de l'ordre de Saint-Charles (2018)[17].